# EC145
Az EC145 (mai nevén H145) kéthajtóműves, általános célú könnyűhelikopter, melyet a Messerschmitt–Bölkow–Blohm (MBB) és a Kawasaki által kifejlesztett BK 117 C1 továbbfejlesztésével hozott létre az Eurocopter, eredeti típusneve BK 117 C2 volt. 1992-től, amikor az MBB és az Aérospatiale-Matra egyesülésével létrejött az Eurocopter, használják az EC145 megnevezést. A Eurocopterből 2014-ben Airbus Helicopters lett, az EC145 helikopter elnevezése H145 lett.  Két pilóta mellett kilenc utast szállíthat, az utasszállító változat mellett létezik mentő, kutató-mentő és általános célú változata is. Az Egyesült Államok hadserege UH–72 Lakota néven állította hadrendbe.
A típus katonai változatának: a H145M-enek 20 példányát a Magyar Honvédség is rendszeresítette.

## Lásd még
Airbus H145M